# 阿尔勒
阿尔勒（法語：Arles，法語發音：[aʁl]），法国东南部城市，普罗旺斯-阿尔卑斯-蓝色海岸大区罗讷河口省的一个市镇，同时也是该省的一个副省会，下辖阿尔勒区，2022年1月1日时人口数量为51,156人，在法国城市中排名第121位。
阿尔勒是法国本土面积最大的市镇（如果算上海外部分，法国面积最大市镇则为法属圭亚那的马里帕苏拉），其市镇范围包括了几乎整个卡马格自然保护区，总面积达758.9平方公里。阿尔勒位于罗讷河口省西部，罗讷河两岸，是一个区域性的中心城市。阿尔勒是法国艺术与历史之城，是罗讷河入海前的最后一处内港，也是连接普罗旺斯和朗格多克之间的重要通道，其城市建于古罗马时期，市区内有阿尔勒竞技场、古代剧场等多处古罗马建筑，已于1981年被列入《世界文化遗产》。

## 地名来源
“阿尔勒”一名来源于凯尔特语，意为“湖泊附近的土地”，但其中具体的“湖泊”尚无从考证，可能是瓦卡雷斯湖，亦可能已经消失。

## 历史

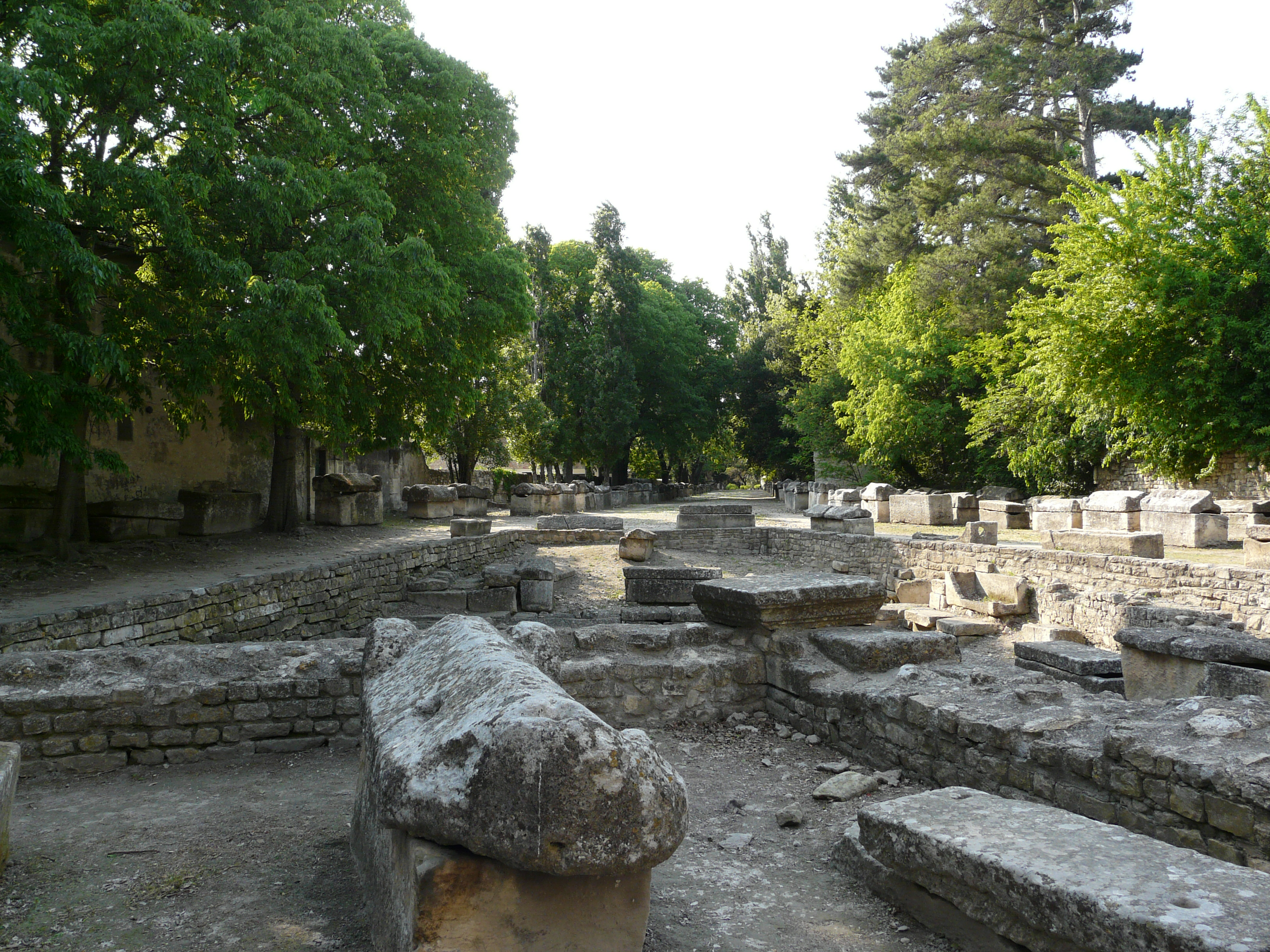
阿利斯康遗址

阿尔勒是法国艺术与历史之城，在古典时期为利古里亚人的活动范围。公元前112年，罗马人入侵普罗旺斯，并在罗讷河口附近左岸建立阿利斯康作为港口，成为现代阿尔勒城市的前身。此后，阿尔勒成为了罗马人入侵高卢的重要据点，并成为横跨罗讷河的重要渡口。当地出现了大批罗马建筑，包括斗兽场、歌剧院及军事城墙。公元4世纪后，随着外敌的入侵，阿尔勒在战乱中消沉。中世纪时，阿尔勒长期为普罗旺斯和朗格多克之间的边界城市，本笃会于公元948年在此修建蒙馬儒修道院。12世纪时，奥克西塔尼的图卢兹和巴塞罗那两个家族在继承普罗旺斯伯爵时发生分歧，并于1144至1162年间在阿尔勒发生博桑克战争。中世纪末期，阿尔勒因黑死病疫情而受到严重破坏，当地人口数量在14世纪中期锐减至不到五千居民。1720至1722年间的黑死病再次冲击了当地的社会经济，疫情造成当地超过60%的人口丧生。法国大革命后，阿尔勒成为罗讷河口省的一个市镇和地区行署，后成为副省会。工业革命期间，巴黎－马赛铁路由此通过，另有支线铁路在此交汇。1904年，阿尔勒境内的罗讷河入海口处新置罗讷河畔圣路易港。二战时期，阿尔勒曾遭到纳粹德军的猛烈轰炸，其中横跨罗讷河的铁路桥被炸毁，战后未能恢复修建。

## 地理

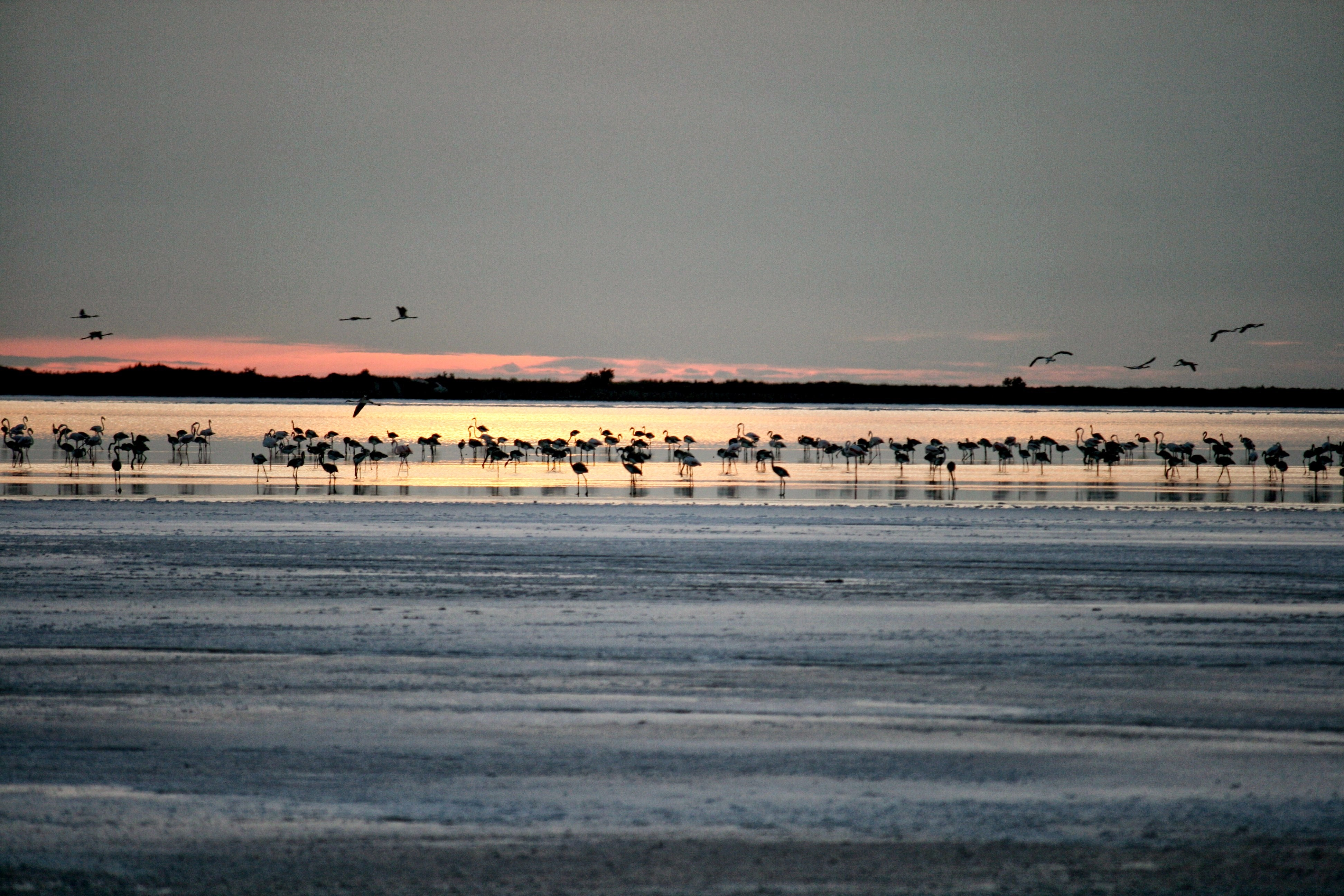
卡马格保护区内的野生动物

阿尔勒位于法国东南部，普罗旺斯-阿尔卑斯-蓝色海岸大区西部和罗讷河口省西北部，距离省会马赛大约87公里。与阿尔勒接壤的市镇包括：罗讷河畔圣路易港、濱海福斯、圣马丹德克罗、帕拉杜、丰维埃耶、塔拉斯孔、博凯尔、富尔克、圣吉勒、滨海圣玛丽。

### 地形
阿尔勒位于卡马格三角洲腹地，境内地势平坦，全境海拔在0到57米之间。

### 水文
罗讷河干流自北向南流经境内，其中阿尔勒段水流平缓，形成了多条辫状支流。

### 植被
阿尔勒属于亚热带常绿硬叶林区，其所处的卡马格是国家级自然保护区，境内主要以草地和水田为主，林地分布较少，市区内无大型城市绿地公园。

### 气候
阿尔勒在柯本气候分类法中属于地中海气候。
阿尔勒境内设有气象站，以下为该气象站的数据（其中日照数据取自尼姆）：
| 阿尔勒1981年－2019年 | 阿尔勒1981年－2019年 | 阿尔勒1981年－2019年 | 阿尔勒1981年－2019年 | 阿尔勒1981年－2019年 | 阿尔勒1981年－2019年 | 阿尔勒1981年－2019年 | 阿尔勒1981年－2019年 | 阿尔勒1981年－2019年 | 阿尔勒1981年－2019年 | 阿尔勒1981年－2019年 | 阿尔勒1981年－2019年 | 阿尔勒1981年－2019年 | 阿尔勒1981年－2019年 |
| 月份                 | 1月                  | 2月                  | 3月                  | 4月                  | 5月                  | 6月                  | 7月                  | 8月                  | 9月                  | 10月                 | 11月                 | 12月                 | 全年                 |
| -------------------- | -------------------- | -------------------- | -------------------- | -------------------- | -------------------- | -------------------- | -------------------- | -------------------- | -------------------- | -------------------- | -------------------- | -------------------- | -------------------- |
| 历史最高温 °C（°F）  | 20.4 (68.7)          | 22.5 (72.5)          | 25.7 (78.3)          | 29.3 (84.7)          | 33 (91)              | 36.9 (98.4)          | 37.7 (99.9)          | 38.7 (101.7)         | 33.8 (92.8)          | 31.5 (88.7)          | 25 (77)              | 19.6 (67.3)          | 38.7 (101.7)         |
| 平均高温 °C（°F）    | 11 (52)              | 12.3 (54.1)          | 15.7 (60.3)          | 18.3 (64.9)          | 22.4 (72.3)          | 26.5 (79.7)          | 29.6 (85.3)          | 29.2 (84.6)          | 25.1 (77.2)          | 20.5 (68.9)          | 14.7 (58.5)          | 11.4 (52.5)          | 19.7 (67.5)          |
| 日均气温 °C（°F）    | 6.7 (44.1)           | 7.7 (45.9)           | 10.7 (51.3)          | 13.3 (55.9)          | 17.2 (63.0)          | 21 (70)              | 23.6 (74.5)          | 23.3 (73.9)          | 19.7 (67.5)          | 15.9 (60.6)          | 10.7 (51.3)          | 7.5 (45.5)           | 14.8 (58.6)          |
| 平均低温 °C（°F）    | 2.5 (36.5)           | 3.1 (37.6)           | 5.7 (42.3)           | 8.2 (46.8)           | 12 (54)              | 15.4 (59.7)          | 17.7 (63.9)          | 17.4 (63.3)          | 14.3 (57.7)          | 11.3 (52.3)          | 6.6 (43.9)           | 3.6 (38.5)           | 9.8 (49.6)           |
| 历史最低温 °C（°F）  | −10.6 (12.9)         | −12 (10)             | −7.3 (18.9)          | −1.1 (30.0)          | 2.2 (36.0)           | 6 (43)               | 9.7 (49.5)           | 8.5 (47.3)           | 5.5 (41.9)           | 0.3 (32.5)           | −7.4 (18.7)          | −6.4 (20.5)          | −12 (10)             |
| 平均降水量 mm（）    | 57.6 (2.27)          | 40.7 (1.60)          | 35.1 (1.38)          | 54.4 (2.14)          | 45.2 (1.78)          | 27.1 (1.07)          | 9.4 (0.37)           | 25.6 (1.01)          | 81.7 (3.22)          | 86 (3.4)             | 65.4 (2.57)          | 52 (2.0)             | 580.2 (22.84)        |
| 月均日照時數         | 141.6                | 166.3                | 222.2                | 229.8                | 262                  | 311                  | 341.1                | 301.6                | 239                  | 166.6                | 147.9                | 134                  | 2,663.1              |
| 来源：infoclimat.fr  |                      |                      |                      |                      |                      |                      |                      |                      |                      |                      |                      |                      |                      |

## 行政区划
阿尔勒是法国普罗旺斯-阿尔卑斯-蓝色海岸大区罗讷河口省的一个市镇，编号为13004，它也是罗讷河口省的一个副省会。阿尔勒下辖阿尔勒区，管理阿尔勒县，同时也是阿尔勒城市圈公共社区的办公驻地。
阿尔勒市镇被划为9个街区（包括4个城市街区和5个乡村街区），实行街区自治制度。
法国国家统计与经济研究所（简称）在进行数据统计时，将阿尔勒及相邻的富尔克设为阿尔勒城市核心区和阿尔勒城市区。同时，还将阿尔勒市镇分为了25个“块区”（IRIS），以便于统计人口分布情况。

## 交通

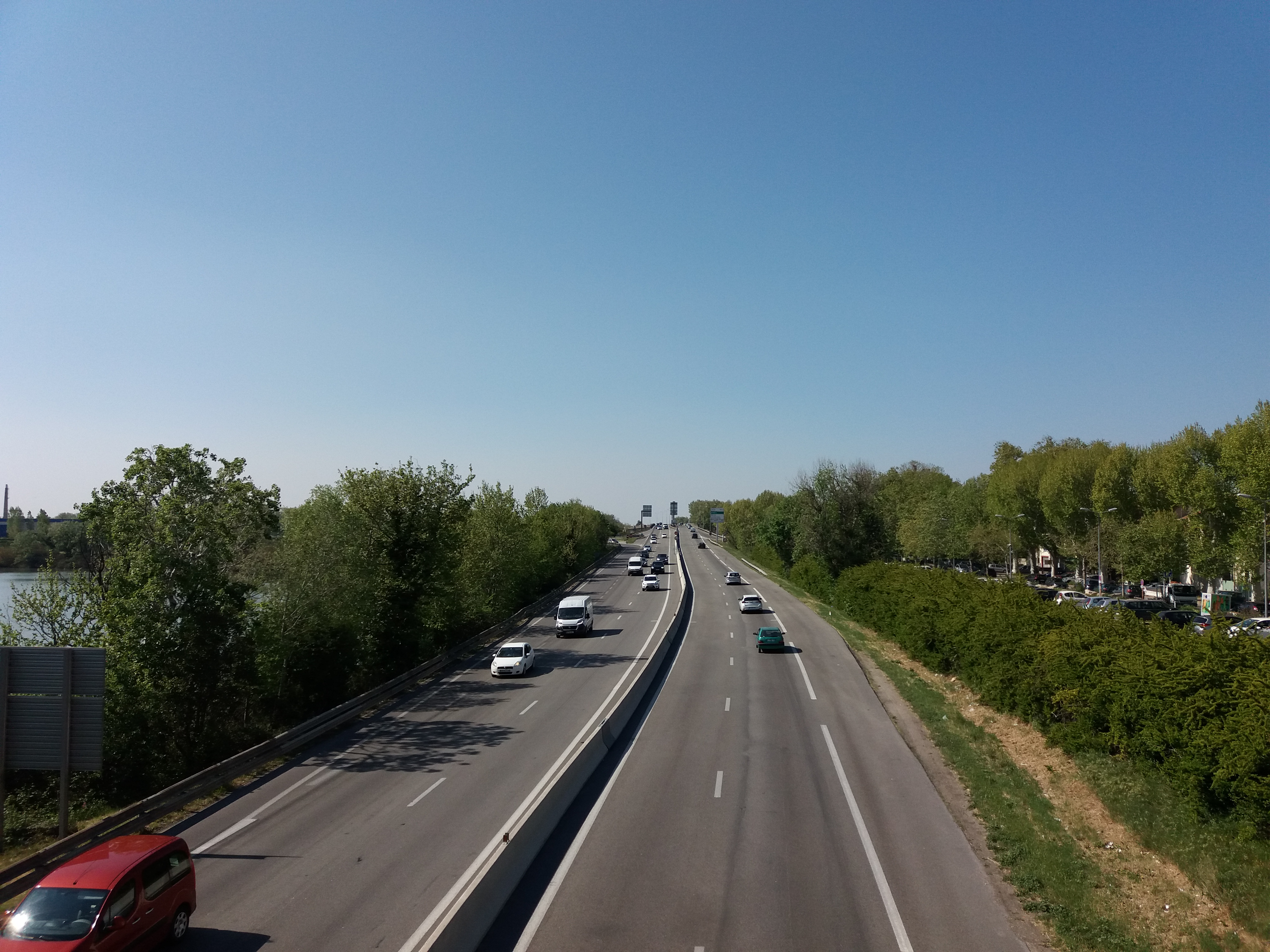
途径阿尔勒的法国国道N113线

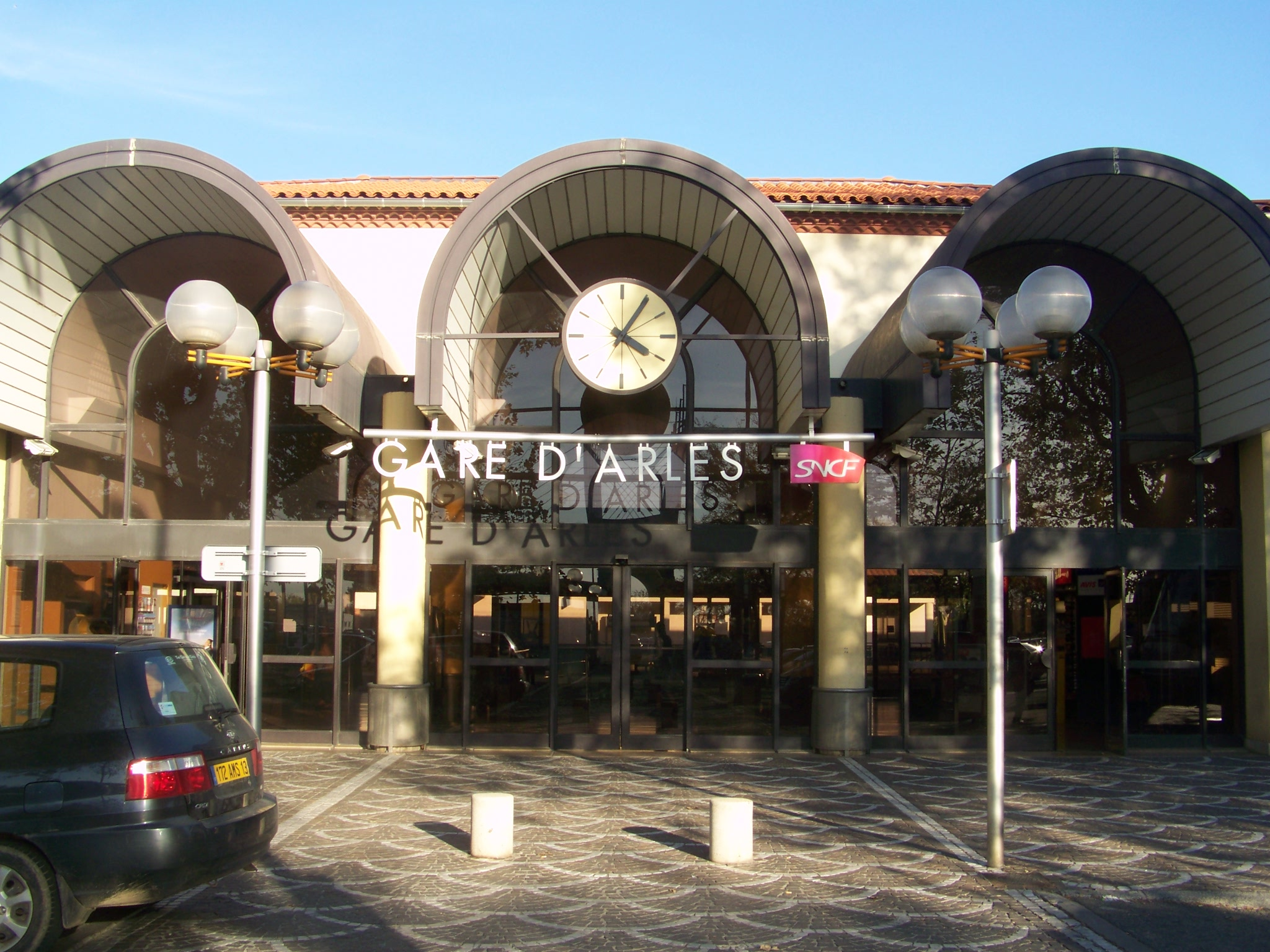
阿尔勒火车站

### 公路
法国国道N113线、N572线和多条罗讷河口省省道在阿尔勒境内交汇，普罗旺斯-阿尔卑斯-蓝色海岸大区下属的城际客运提供巴士线路，可前往普罗旺斯地区萨隆、普罗旺斯地区艾克斯、阿维尼翁等地；加尔省城际客运亦提供连接阿尔勒的巴士，可前往该省省会尼姆。
2017年，71.5%的阿尔勒家庭拥有至少一辆的私人汽车。2018年，阿尔勒境内共发生各类交通事故40起，造成5人遇难，59人受伤。

### 铁路
阿尔勒位于巴黎－马赛铁路上。阿尔勒站位于市区北部，该站每天停靠2班直达巴黎的高速列车、2班往返于波尔多和马赛之间的城际列车，以及前往马赛、里昂、尼姆、蒙彼利埃、阿维尼翁等地的区域列车。

### 航空
距离阿尔勒较近的民用航空站包括尼姆机场、阿维尼翁机场和马赛普罗旺斯机场，距离阿尔勒市中心的公路里程在30至70公里之间。

### 城市公共交通
阿尔勒城市公共交通（商业名称为）是当地的城市公共交通系统。截至2020年11月，该系统共包括6条市区公交线路和十余条郊区或校车线路，路网覆盖了阿尔勒市区内的主要街道和居民区。

## 政治

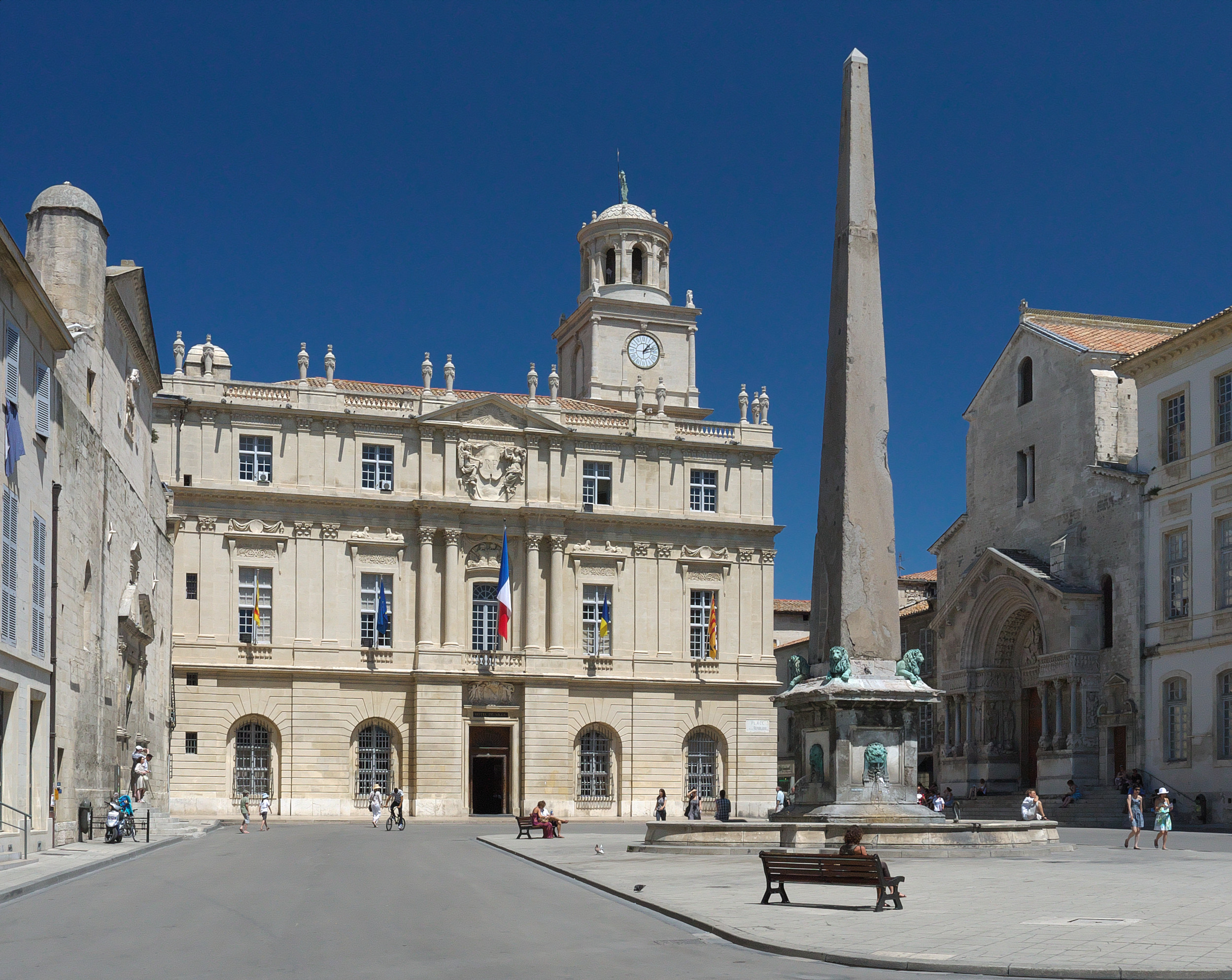
阿尔勒市政厅

阿尔勒的现任市长为帕特里克·德·卡罗利斯先生，他是一名中间派，在2020年的市政选举中获得了57.22%的支持率。
在2017年的法国总统大选中，法国第25任总统埃马纽埃尔·马克龙在阿尔勒获得了56.23%的支持率。
| 阿尔勒历届市长 |                      |                      |
| 任期           | 市长                 | 党派                 |
| 1945年－1947年 | 西普里安·皮约尔      | PCF法国共产党        |
| 1947年－1971年 | 夏尔-雷蒙·普里瓦     | SFIO工人国际法国支部 |
| 1971年－1983年 | 雅克·佩罗            | PCF法国共产党        |
| 1983年－1995年 | 让-皮埃尔·卡穆万     | RPR保衛共和聯盟      |
| 1995年－1998年 | 米歇尔·沃泽尔        | PS社会党             |
| 1998年－2001年 | 保罗·托埃斯基        | PS社会党             |
| 2001年－2020年 | 埃尔韦·斯基亚韦蒂    | PCF法国共产党        |
| 2020年－       | 帕特里克·德·卡罗利斯 | DVC混杂中间派        |

## 人口
2017年，阿尔勒市镇人口数量为52,548，在法国排名第121位。其中男性24,783人，女性27,765人，75岁及以上人口占10.1%，外籍人口数量为11,752人，人口密度为69人/平方公里，当地居民被称为（男性）或（女性）。2018年，阿尔勒境内出生649人，死亡人口576人。
| 年份   | 1936   | 1946   | 1954   | 1962   | 1968   | 1975   | 1982   | 1990   | 1999   | 2006   | 2011   | 2016   | 2017   |
| ------ | ------ | ------ | ------ | ------ | ------ | ------ | ------ | ------ | ------ | ------ | ------ | ------ | ------ |
| 人口數 | 29,165 | 35,017 | 37,443 | 41,932 | 45,774 | 50,059 | 50,500 | 52,058 | 50,426 | 51,970 | 52,510 | 52,857 | 52,548 |

## 经济
阿尔勒是一个区域性的中心城市，当地共有各类用人单位10,473家，其中99.4%为中小型企业（PME），平均历史为15年，行政、医疗及社会服务是当地的主要就业岗位类型。
阿尔勒是法国重要的旅游城市之一，被《米其林旅游指南》评为“三星级旅游推荐”（最高级别）。

## 财政收入
2018年，阿尔勒的财政收入总额为87,709,400欧元，财政支出总额为84,669,600欧元，当年的债务总额为109,964,000欧元。
2015年，阿尔勒的人均收入总额为2,509欧元，其中高职人员为4,077欧元，普通职员为1,756欧元。
2017年，阿尔勒境内的青壮年（15至64岁）失业率为15.4%，当地3 355的家庭拥有纳税资格。

## 社会事务

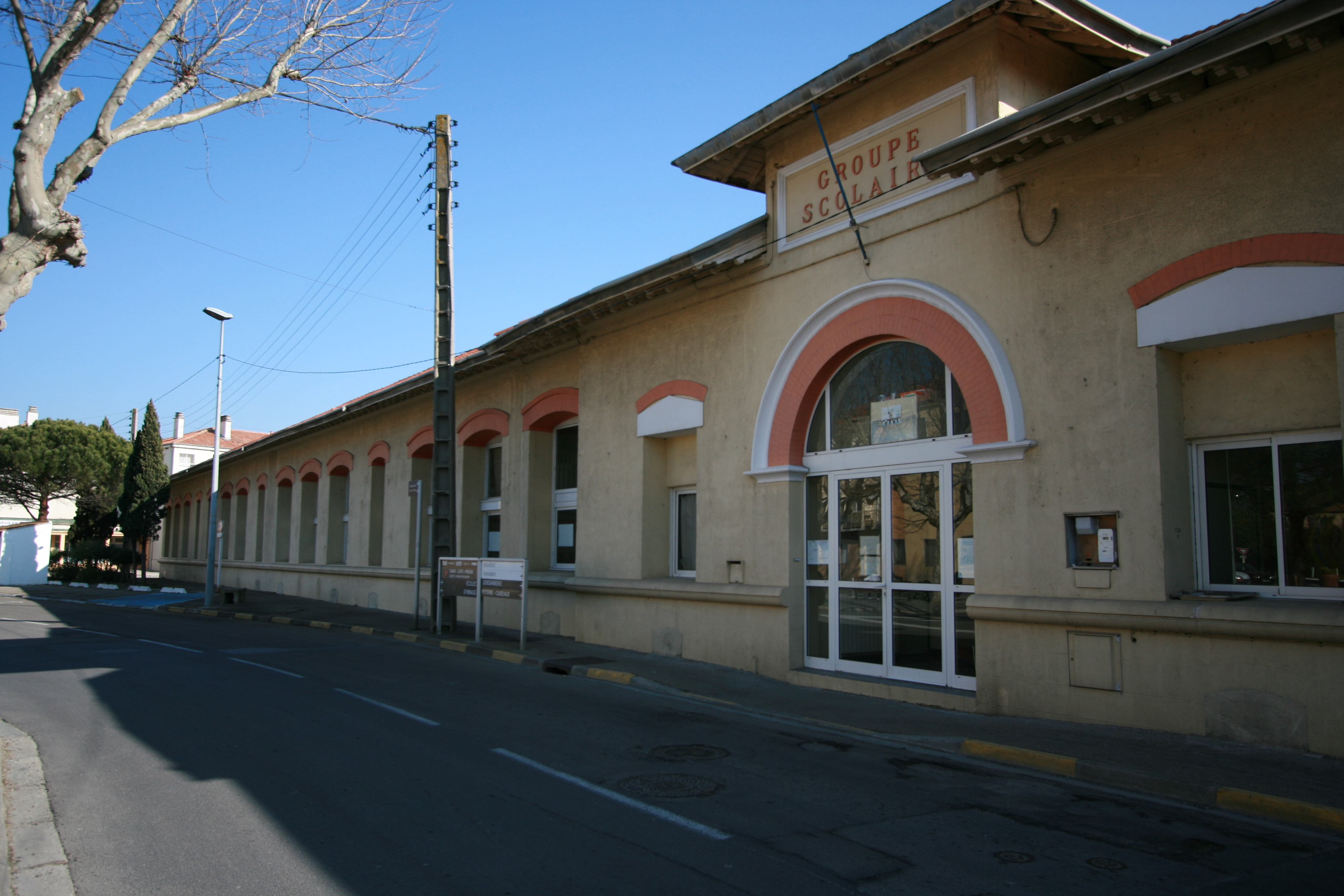
阿尔勒的一处小学

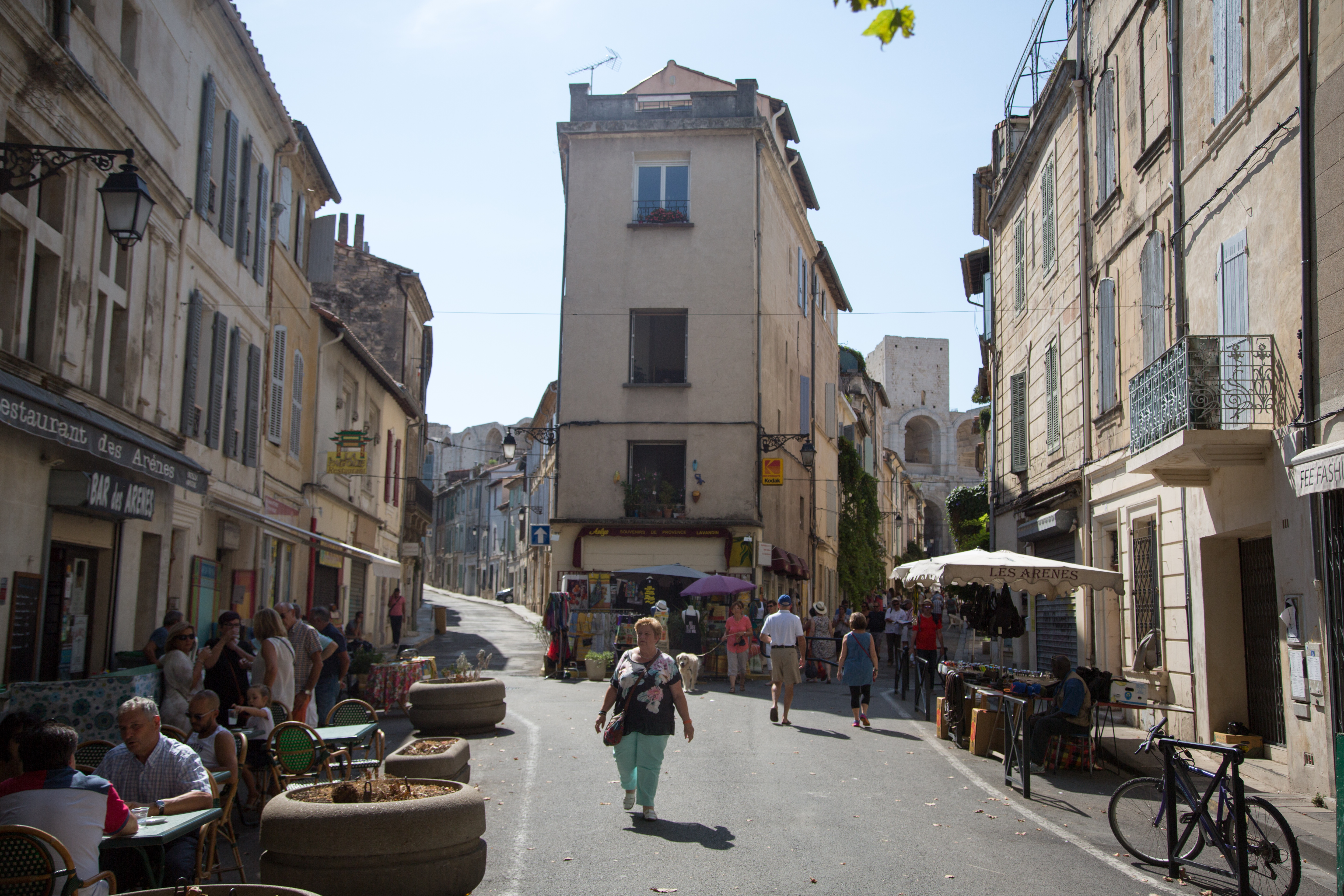
阿尔勒老城区建筑

### 教育
阿尔勒属于艾克斯-马赛学区。截止2019年1月1日，阿尔勒境内共有16所幼儿园、26所小学、6所初级中学、2所普通高中和4所职业高中。 2018至2019学年度，阿尔勒境内共有在校中等教育阶段学生4,846名。
在高等教育方面，国立高等摄影学院位于阿尔勒，此外艾克斯-马赛大学在阿尔勒设有一个大学技术学院（IUT），开设有信息技术和新媒体运营两个专业。

### 医疗
截止2019年1月1日，阿尔勒境内共有全科医生131名、保健师55名、牙医29名、护士161名、耳科医生2名、眼科医生6名、皮肤科医生2名、助产士6名、儿科医生2名和妇科医生4名。境内共有药房25家、养老院7家、残疾人帮扶中心5家。
阿尔勒中心医院，全名为“阿尔勒约瑟夫·安贝尔中心医院”（Centre hospitalier Joseph Imbert），是法国的一个区域性医疗机构，其主病区位于阿尔勒市区，设有床位289个，是当地规模最大的公立综合性医院。

### 住房
2017年，阿尔勒境内共有各类住房27,778套，其中57.1%为独立式居民区；42.2%为集中式居民区，主要分布于老城区西南部的托斯卡纳街区。常住房屋占阿尔勒市镇范围内居民建筑总量的87.9%。

### 商业
2018年，阿尔勒境内共有各类实体商铺1,651家，其中餐厅301家、大型超市14家、杂货店22家、面包房40家、肉铺16家、书店25家、装饰品店8家、银行门店25家、美容美发店92家、汽车维修店86家。市区北部建有大型开放式商业街区。

### 体育
2019年，阿尔勒境内共有4家游泳池、12间体育馆、3座综合体育场、57处网球场、1处马术场、17处足球或橄榄球场、11处篮球或排球场以及1处高尔夫球场。
阿爾勒人競技俱樂部是当地的一支足球队，成立于1912年，曾于2010至2011赛季参加法甲联赛，2020至2021赛季参加地中海足球联赛。

### 环境
阿尔勒的环境事务由其所属的公共社区负责。2018年，阿尔勒境内共有4家污染企业。

### 治安
2018年，阿尔勒市镇范围内共有1处派出所和2处宪兵队。
2014年，阿尔勒及附近地区共发生各类案件4,014起，其中盗窃类案件2,653起，经济类案件209起，毒品交易类案件235起。

## 文化
2019年，阿尔勒境内共有1家剧场、2家电影院、4家博物馆和1家音乐厅。阿尔勒市政府提供多媒体中心，向公众全年开放。

### 建筑
阿尔勒境内有多处法国国家文物保护单位，其中阿尔勒竞技场、阿尔勒古代剧场、圣托菲姆教堂、阿尔勒圣母大教堂等为当地的代表性建筑物。

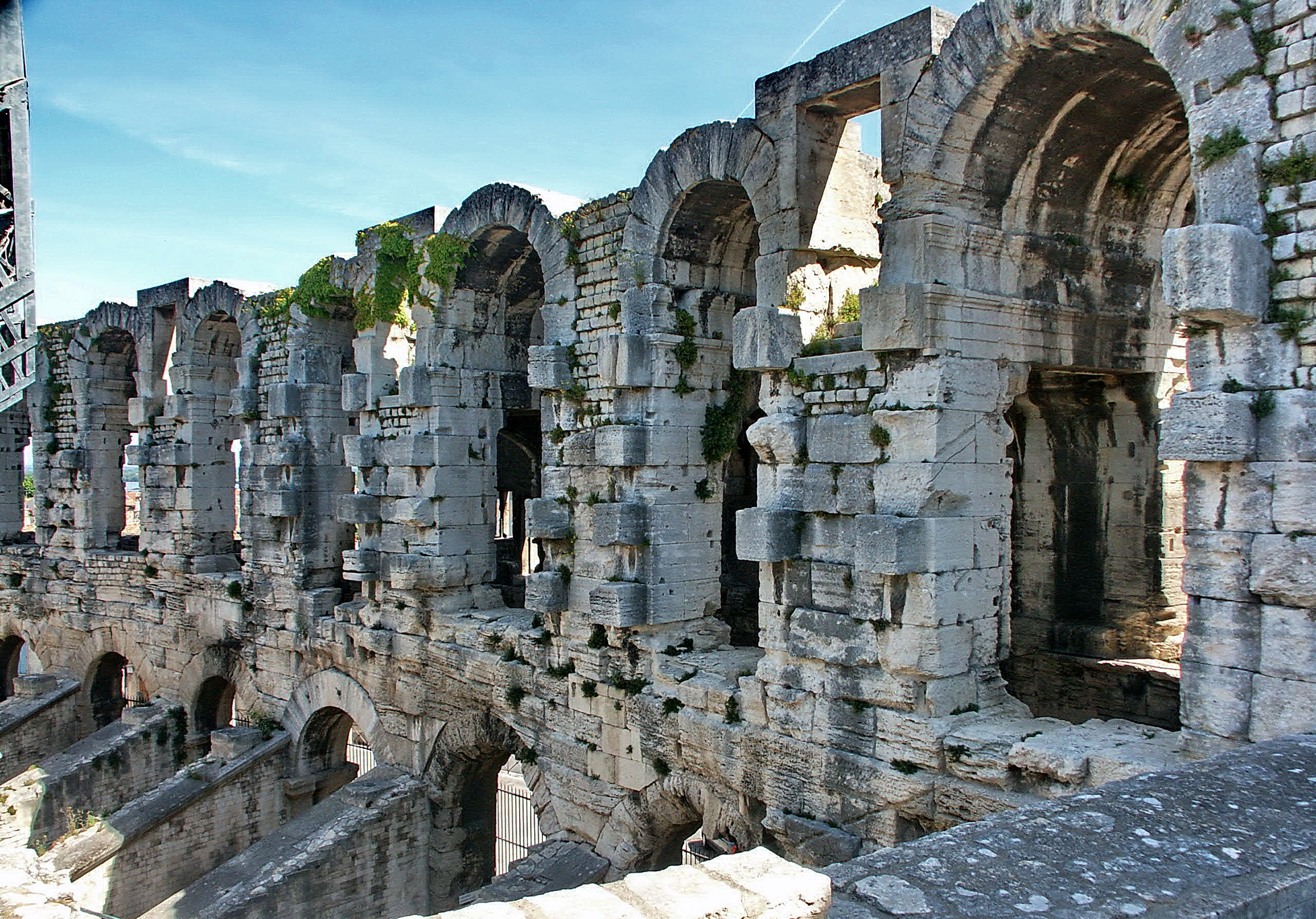
阿尔勒竞技场
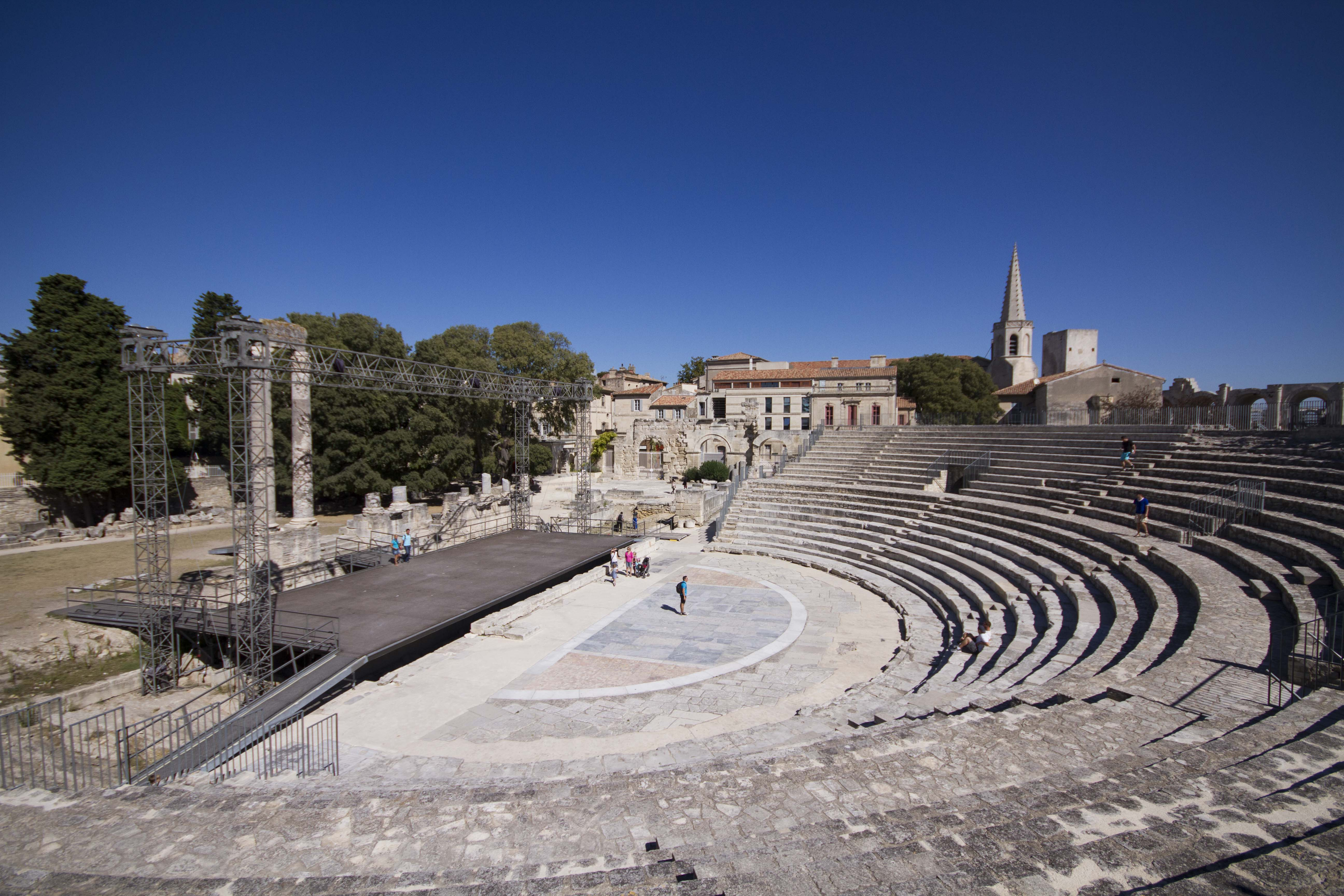
阿尔勒古代剧场
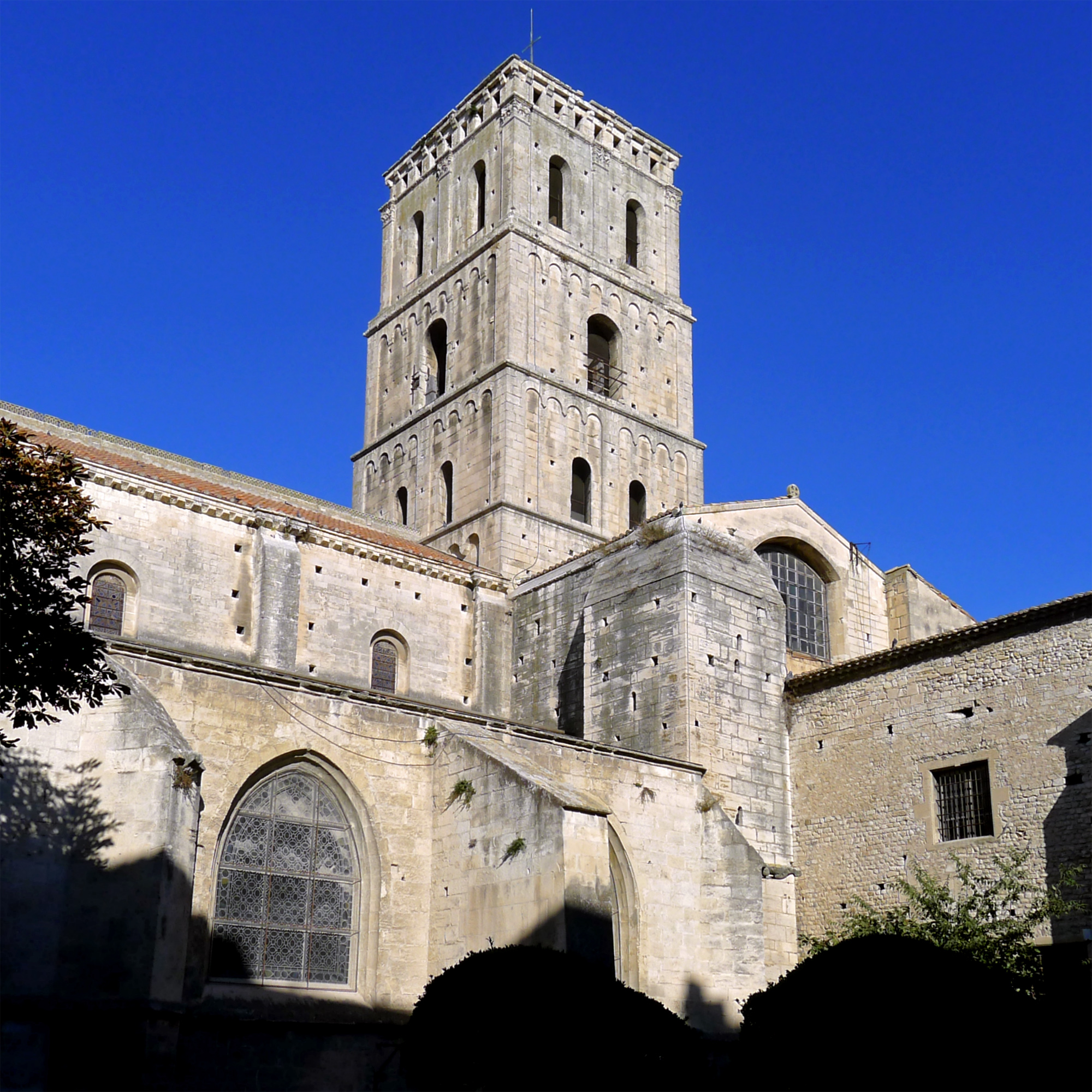
圣托菲姆教堂
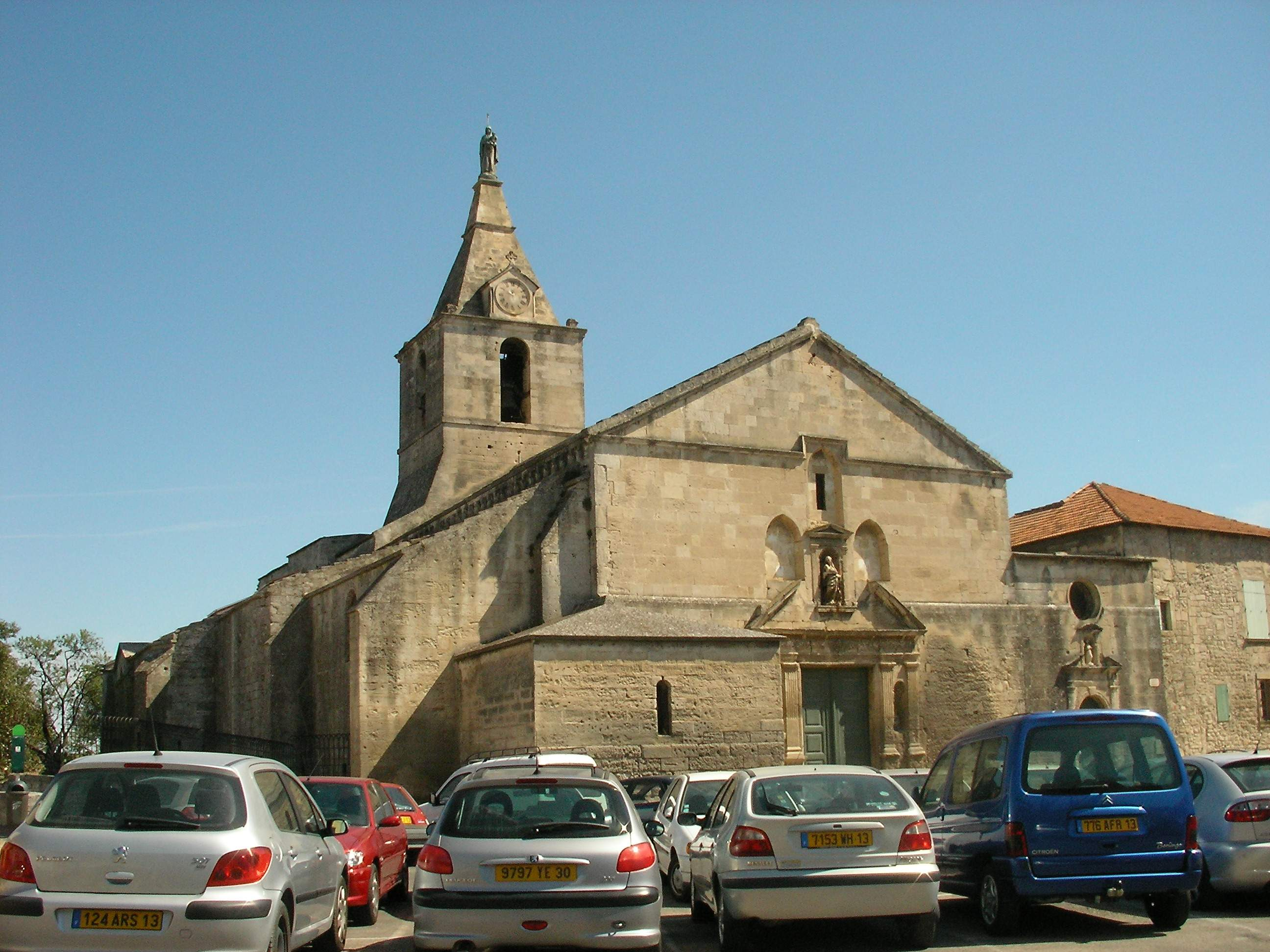
阿尔勒圣母大教堂
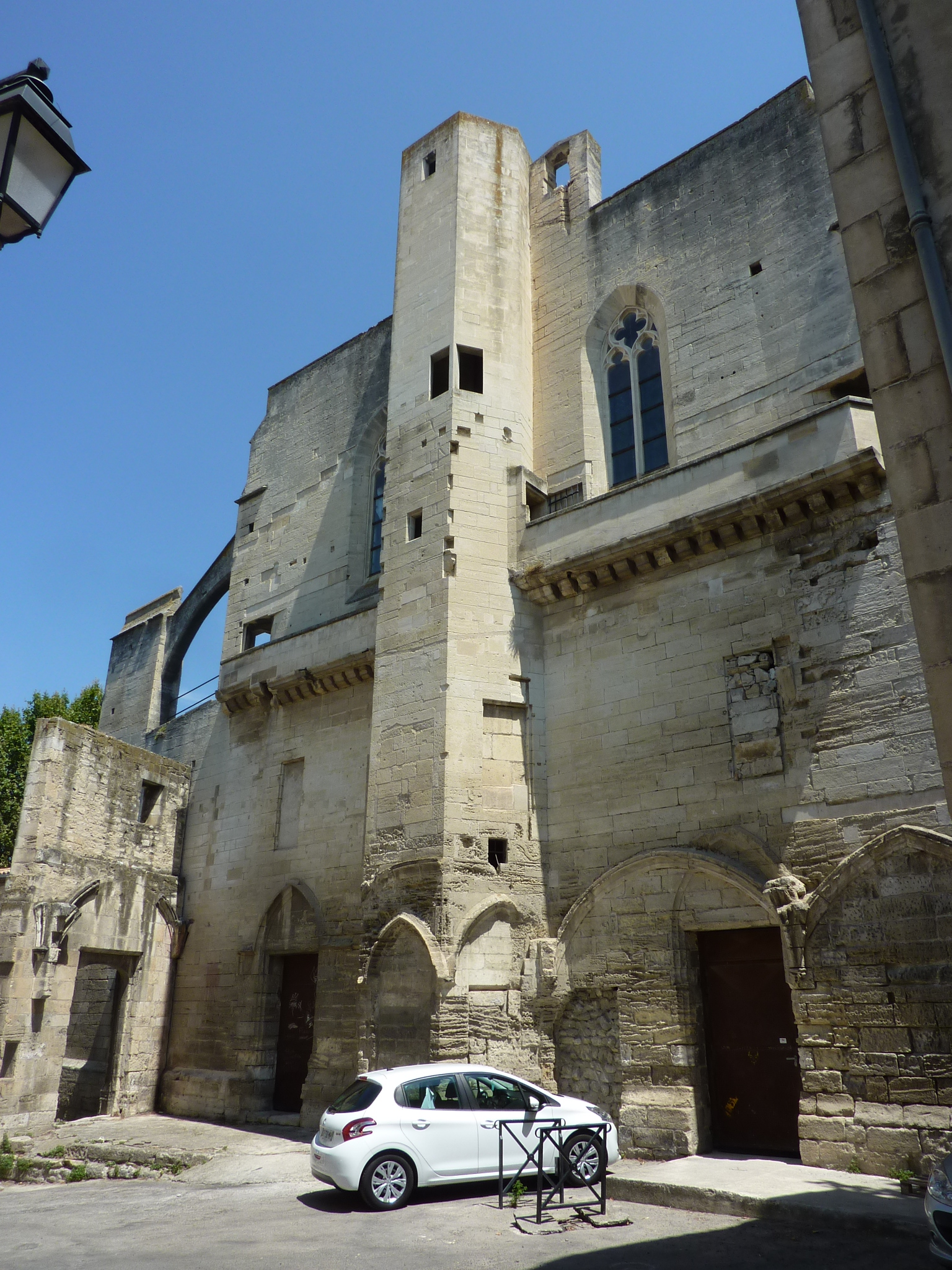
多明我会教堂

### 旅游
阿尔勒是法国重要的旅游城市之一，被《米其林旅游指南》评为“三星级旅游推荐”（最高级别）。当地的旅游事务由其所属的公共社区负责。2020年，阿尔勒境内共有46家宾馆共计1,567间房间；另有7个露营地，可容纳共691辆露营车。

### 媒体
法国主要的媒体均可在阿尔勒接收，法国电视三台下属的普罗旺斯-阿尔卑斯-蓝色海岸大区频道在部分时段播出阿尔勒所属区域的地方新闻。

## 相关作品
法国作曲家比才的管弦乐组曲《阿莱城的姑娘》中的“阿莱城”即阿尔勒。

## 相关人物
罗马帝国皇帝君士坦丁二世、古罗马哲学家法沃里努斯、世界最长寿记录者讓娜·卡爾芒、摄影家呂西安·克雷爾格、女歌手安娜-玛丽·达维和足球运动员贾布里勒·西塞出生于阿尔勒。荷兰画家梵高曾长居于阿尔勒，并在此创作了《向日葵》系列油画作品。

## 友好城市
截至2020年11月，阿尔勒共与10座城市互为友好城市关系：

| - 德国 富尔达 - 西班牙 赫雷斯-德拉弗龙特拉 - 義大利 韦尔切利 - 美国 宾夕法尼亚州约克 - 俄羅斯 普斯科夫 | - 毛里塔尼亚 萨涅 - 希腊 卡林诺斯岛 - 英国 維斯貝希 - 中国 周庄 - 比利时 韦尔维耶 |